# Karpal Singh

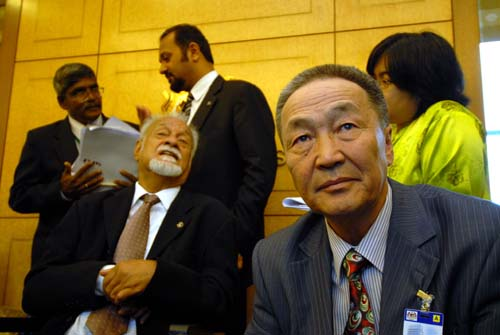
Karpal Singh (sentado a la izquierda) en una conferencia de prensa en la sede del Parlamento.

Karpal Singh s/o Ram Singh (George Town, Penang, Colonias del Estrecho, 28 de junio de 1940 - Gua Tampurung, Perak, Malasia, 17 de abril de 2014) (en tamil: கர்பால் சிங்) (panyabí: ਕਰਪਾਲ ਸਿੰਘ) (en chino: 卡巴星) fue un abogado y político de Malasia, que ha sido el miembro del parlamento (MP) por la circunscripción de Bukit Gelugor en el estado de Penang desde 2004. Fue el expresidente nacional del Partido de Acción Democrática (DAP), cargo que asumió en 2004.

## Biografía
Nacido en George Town (estado de Penang) hijo de un inmigrante indio punyabí, Karpal estudió leyes en la Universidad de Singapur. Él era uno de los abogados más prominentes de Malasia, y tomó numerosos casos de alto perfil, incluyendo cargos de narcotráfico contra los extranjeros, y las acusaciones de sodomía contra el ex vice primer ministro Anwar Ibrahim. Karpal fue un firme opositor de la pena de muerte, sobre todo en relación con los delitos de tráfico de drogas.
En ambos tribunales y el Parlamento, fue conocido como una figura controvertida. Fue suspendido del Parlamento en numerosas ocasiones, acusado por sedición, y había sido detenido en virtud de las leyes de seguridad interna de Malasia. Su reputación como un abogado y político de la oposición le ganó el apodo de "el Tigre de Jelutong".
La carrera política de Karpal comenzó en 1970 cuando se unió al DAP. Ganó un escaño en la Asamblea Legislativa del Estado de Kedah en 1974. Fue elegido por primera vez al parlamento en 1978 como representante de Jelutong, Penang, y ocupó el asiento por más de 20 años hasta perderlo en 1999. Regresó al Parlamento en las próximas elecciones generales, y llevado a la FDA en su rendimiento cada vez más fuerte en las elecciones generales de 2008.
Un accidente automovilístico en 2005 dejó a Karpal usando una silla de ruedas y con problemas de neuromotor en el brazo derecho. A pesar de ello, continuó sus carreras legales y políticas.
Karpal murió el 17 de abril de 2014 después de estar involucrado en otro accidente de vehículo. Se creía que él tenía 73 años de edad, Bukit Gelugor MP viajaba desde Kuala Lumpur a Penang para asistir a una audiencia en la corte más tarde en la mañana, cuando ocurrió el accidente.

## Primeros años y educación
Nacido en Georgetown, Penang, fue el hijo del vigilante y pastor de tiempo parcial Ram Singh. Ram se había trasladado desde la India a Penang en 1921. Los antepasados de Karpal eran los productores de trigo del pueblo de Samna Pind, cerca de Amritsar, en la región de Punjab. Él visitó la aldea en 1963 mientras asistía a la universidad y en 1974, cuando su padre murió en un accidente allí.
Karpal estudió en la Institución de San Xavier. Él conoció a su esposa, Gurmit Kaur, mientras estaba arreando vacas de su padre.
Obtuvo su Licenciatura en Derecho por la Universidad de Singapur. Durante su tiempo allí, también se desempeñó como presidente del sindicato de estudiantes. Se le prohibió el albergue para protestar contra la decisión de la universidad para exigir el "certificado de idoneidad política" para inscribir a los estudiantes. Karpal dijo que tomó siete años para graduarse, admitiendo que estaba "distraído" y "no asistió a las conferencias". Después de fallar sus cursos de fin de carrera, el decano, hecho a sentarse en la parte delantera de la clase, y de acuerdo con Karpal: "Yo no podía hacerme el tonto más y pasé mis exámenes de acuerdo!".

## Carrera legal
Karpal Singh fue llamado a la barra de Penang en 1969 y se unió a una empresa en Alor Setar, Kedah. Comenzó su bufete de abogados en 1970. Karpal es conocido por su experiencia en el ámbito de los litigios. Ha sido elogiado por "la defensa del pequeño hombre" y el llamado "amigo de los oprimidos y marginados". El profesor de Derecho en Universiti Teknologi Mara, Dr. Shad Saleem Faruqi ha elogiado el equipo legal de Karpal por sus interpretaciones innovadoras que han ayudado a las personas con casos difíciles.

### Pena de muerte
Se le ha descrito como un destacado oponente de la pena de muerte en Malasia, y ha defendido con éxito por lo menos a diez extranjeros por cargos graves de drogas que los llevan a una sentencia de muerte obligatoria. Sin embargo, en julio de 2010, hizo un llamamiento para condenados violadores de niños a ser condenados a muerte.
Entre sus casos más destacados incluyen la defensa del narcotraficante australiano Kevin Barlow que fue ejecutado en Malasia en 1986. Barlow y su compatriota australiano Brian Chambers fueron condenados por tráfico de heroína por el Tribunal Superior en Penang, en julio de 1985. Continuó luchando para limpiar el nombre de Barlow, incluso después de la ejecución. También defendió a los neozelandeses Lorraine Cohen y su hijo, Aaron, de las acusaciones de tráfico de heroína en 1987. Ambos fueron declarados culpables, con la señora Cohen condenados a muerte y Aaron condenado a cadena perpetua. Sin embargo, la sentencia de muerte fue conmutada por la de cadena perpetua en 1989 y fueron posteriormente indultado y puesto en libertad en 1996.
En 1977, se las arregló para convencer al rey para perdonar a un niño chino de 14 años de edad, condenado a muerte por posesión de un arma de fuego bajo la Ley de Seguridad Interna, al parecer por lo que sugió que se suspendiera la ejecución ya que sería "políticamente explosivo".

## Reputación
Karpal es una figura polémica, y ha sido etiquetado junto con el político compañero de DAP, Lim Kit Siang, como un provocador racial. Ha sido apodado el "Tigre de Jelutong" por los admiradores de haber servido como Jelutong MP durante cinco términos. Karpal atribuye el apodo a un enfrentamiento con el expresidente del Congreso, Samy Vellu, cuando le dijo a Samy, "él podría ser el león, y yo podría ser el tigre, porque no hay leones en Malasia!".

### Controversias
Karpal se ha enfrentado con los parlamentarios de gobierno y asambleístas durante los debates. En dos ocasiones en la Asamblea del Estado de Penang, el orador llamó a la policía para que Karpal se retire de la cámara. En ambas ocasiones, ordenó a los policías, diciendo que no tenía derecho a estar allí, y luego se retiró por cuenta suya.
En una ocasión criticó al Yang di-Pertuan Agong (Rey de Malasia) en el Dewan Rakyat por presuntamente agredir a dos hombres llevados al palacio real por la policía, un movimiento que atrajo fuertes críticas de los miembros del gobierno del Parlamento, quienes le exigieron que se disculpara. Él se negó. Karpal incluso presentó una demanda contra el Rey, Sultan Iskandar, en 1986, en nombre de uno de los hombres presuntamente agredidos. Perdió y el sultán habría nombrado a uno de sus perros después de él.
Karpal sirvió dos suspensiones de seis meses desde el parlamento: en septiembre de 2004, por "engaño" del parlamento; y en diciembre de 2010, por desacato.
Durante una sesión parlamentaria de mayo de 2008, Karpal se encontró en el centro de la controversia de nuevo llamando al compañero diputado Bung Mokhtar Radin el "Piegrande de Kinabatangan". Momentos más tarde, fue burlado por Ibrahim Ali por no ser capaz de ponerse de pie mientras hablaba, lo que provocó un gran revuelo entre los diputados de la oposición. Al mes siguiente, recibió una amenaza de muerte en la forma de una bala entregada a su bufete de abogados. En octubre, recibió una suspensión de dos días desde el Parlamento por llamando de Pandikar Amin Mulia "no grave" y "distraído".

## Vida personal

### Familia
Karpal Singh se casó con Gurmit Kaur, ocho años más joven que él, en julio de 1970. La familia de Gurmit era de Narathiwat, Tailandia, pero se trasladó a Penang cuando tenía siete años. Ellos tienen cinco hijos y cuatro nietos. Su mayor hijo, Jagdeep es el asambleísta del Estado de Penang para Datuk Keramat y su segundo hijo, Gobind es el miembro del parlamento para Puchong, Selangor. Otro hijo, Ramkarpal e hija Sangeet Kaur trabajaban en su bufete de abogados, mientras que el hijo más joven Man Karpal estudió la ciencia actuarial.
Su esposa Gurmit describió su detención 1987-1989 como una "experiencia muy grande" y tomó un peaje en su vida, ya que tenía que "ser fuerte" para sus hijos pequeños. La etapa inicial de su discapacidad también la tuvo profundamente trastornada.
Él y su esposa vivieron en Damansara Heights, Kuala Lumpur desde 1994 hasta su muerte.

### Accidentes y discapacidad
El 28 de enero de 2005, Karpal estuvo involucrado en un accidente que lo dejó en silla de ruedas. Un coche se estrelló contra un taxi, donde estaba sentado en la parte trasera, causando fuerte contusión a su vértebra torácica. Como resultado, él sufrió de deficiencia sensorial y fuerza motora reducida, no puede caminar, o subir el brazo derecho unos pocos centímetros.
Para adaptarse a sus necesidades de movilidad, su asiento en el hemiciclo del Parlamento fue trasladado a la última fila para acomodar su silla de ruedas.

### Muerte
En las primeras horas de la mañana del jueves, 17 de abril de 2014, MP Karpal Singh murió en un accidente de coche cerca de Gua Tempurung, Perak. Su asistente personal, Michael Cornelius, también murió en el accidente. Ramkarpal, hijo de MP Karpal Singh, también uno de los cinco ocupantes del coche, sufrió lesiones. Una criada de Indonesia, que se cree fue empleada por MP Karpal Singh, también en el coche, sufrió heridas graves.
El accidente ocurrió cuando el vehículo de Karpal, un Toyota Alphard MPV, que fue impactado en la parte trasera del lado derecho cuando iba a baja velocidad, soportando 5 toneladas contra un camión Mitsubishi Canter que transportaba una carga de cemento, acero y baldosas. El conductor del camión, identificado como Abu Mansor Mohd, más tarde dio positivo por consumo de cannabis. Sin embargo, no es seguro que el conductor del camión estaba conduciendo bajo la influencia en el momento del accidente.
El accidente tuvo lugar a las 1.10am, KM 306,1 North South Expressway. Bukit Aman jefe de la policía de tráfico SAC Mohd Fuad Abdul Latiff fue reportado diciendo que las condiciones del camino y el clima eran buenas en el momento del accidente. También se cree que el Toyota Alphard registró 29 citaciones, 15 de los cuales aún no se han resuelto.